# Semih Şahin
Semih Şahin (Mannheim, 22 dicembre 1999) è un calciatore tedesco, centrocampista dell'Elversberg.

## Carriera
Cresciuto nel settore giovanile del Astoria Walldorf, nel 2018 è stato promosso in prima squadra dove ha giocato in Regionalliga (la quarta divisione tedesca). Nel gennaio del 2020 è stato acquistato dall'Hoffenheim, club della prima divisione tedesca, che lo ha assegnato alla propria squadra riserve (sempre in quarta divisione) per una stagione e mezzo.
Nell'estate del 2021 ha firmato un contratto con l'Elversberg, club della quarta divisione tedesca, con cui nell'arco di due stagioni ha ottenuto altrettante promozioni arrivando a competere in 2. Bundesliga nella stagione 2023-2024 Ha fatto il suo esordio nel campionato cadetto tedesco il 29 luglio 2023 nell'incontro pareggiato 2-2 contro l'Hannover 96., nella quale ha segnato una rete in 27 partite di campionato giocate; rimane in rosa anche nella stagione 2024-2025, giocata a sua volta in seconda divisione.

## Statistiche

### Presenze e reti nei club
Statistiche aggiornate al 6 aprile 2025.
| Stagione        | Squadra             | Campionato      | Campionato | Campionato | Coppe nazionali | Coppe nazionali | Coppe nazionali | Coppe continentali | Coppe continentali | Coppe continentali | Altre coppe | Altre coppe | Altre coppe | Totale | Totale | Totale |
| Stagione        | Squadra             | Comp            | Pres       | Reti       | Comp            | Pres            | Reti            | Comp               | Pres               | Reti               | Comp        | Pres        | Reti        | Pres   | Reti   |        |
| --------------- | ------------------- | --------------- | ---------- | ---------- | --------------- | --------------- | --------------- | ------------------ | ------------------ | ------------------ | ----------- | ----------- | ----------- | ------ | ------ | ------ |
| 2018-2019       | Astoria Walldorf II | VL              | 19         | 9          | -               | -               | -               | -                  | -                  | -                  | -           | -           | -           | 19     | 9      |        |
| 2018-2019       | Astoria Walldorf    | RL              | 14         | 0          | CG              | 0               | 0               | -                  | -                  | -                  | -           | -           | -           | 14     | 0      |        |
| 2019-gen. 2020  | Astoria Walldorf    | RL              | 17         | 2          | CG              | 0               | 0               | -                  | -                  | -                  | -           | -           | -           | 17     | 2      |        |
| gen.-giu. 2020  | Hoffenheim II       | RL              | 1          | 0          | -               | -               | -               | -                  | -                  | -                  | -           | -           | -           | 1      | 0      |        |
| 2020-2021       | Hoffenheim II       | RL              | 31         | 1          | -               | -               | -               | -                  | -                  | -                  | -           | -           | -           | 31     | 1      |        |
| 2021-2022       | Elversberg          | RL              | 27         | 0          | CG              | 0               | 0               | -                  | -                  | -                  | -           | -           | -           | 27     | 0      |        |
| 2022-2023       | Elversberg          | 3L              | 30         | 2          | CG              | 2               | 0               | -                  | -                  | -                  | -           | -           | -           | 32     | 2      |        |
| 2023-2024       | Elversberg          | 2L              | 27         | 1          | CG              | 1               | 0               | -                  | -                  | -                  | -           | -           | -           | 28     | 1      |        |
| 2024-2025       | Elversberg          | 2L              | 17         | 4          | CG              | 1               | 0               | -                  | -                  | -                  | -           | -           | -           | 18     | 4      |        |
| Totale carriera | Totale carriera     | Totale carriera | 182        | 19         |                 | 4               | 0               |                    | -                  | -                  |             | -           | -           | 186    | 19     |        |

## Palmarès

### Club

#### Competizioni nazionali
- Regionalliga: 1

Elversberg: 2021-2022 (Südwest)
- 3. Liga: 1

Elversberg: 2022-2023